# Deuxième Bureau
Het Deuxième Bureau de l'État-major général ("Tweede Bureau van de Generale Staf") was van 1871 tot 1940 de externe militaire inlichtingendienst van Frankrijk. Het werd samen met de Derde Franse  Republiek ontbonden bij de wapenstilstand met Duitsland. Maar de term "Deuxième Bureau", zoals "MI6" en "KGB", werd als een algemeen label voor de inlichtingendienst van het land gezien.
De Franse militaire inlichtingendienst bestond voor de Tweede Wereldoorlog uit twee afzonderlijke bureaus. Het Premier Bureau was belast met het informeren van het opperbevel over de toestand van de Franse, geallieerde en bevriende troepen, terwijl het Deuxième Bureau inlichtingen ontwikkelde over vijandelijke troepen. Het Deuxième Bureau werd geroemd om zijn cryptanalytische werk, maar het werd bekritiseerd vanwege zijn betrokkenheid bij de Dreyfus-affaire en zijn consequente overschatting van Duitse militaire formaties vóór de Tweede Wereldoorlog.
De laatste directeur was kolonel Louis Rivet.

## Geschiedenis

### 19e eeuw
Op 8 juni 1871 keurde het Franse Ministerie van Oorlog de oprichting goed van een dienst die belast was met het uitvoeren van "onderzoek naar vijandelijke plannen en operaties".
In 1872 gaf het ministerie toestemming voor de oprichting van een militaire contraspionagedienst.
In 1876 werd een sectie Statistiques et de reconnaissances militaires ("Militaire Statistieken en Erkenning") toegevoegd aan het Deuxième Bureau.
In 1886 werd een wet aangenomen die spionageactiviteiten strafbaar stelde (een andere zou in 1934 worden aangenomen).
In oktober 1894 vond de Dreyfus-affaire plaats en bleek de politieke verdeeldheid zo groot dat de regering in mei 1899 de verantwoordelijkheid voor contraspionage overdroeg aan het ministerie van Binnenlandse Zaken. Een kleine inlichtingenafdeling bleef binnen de generale staf, maar de Service de surveillance du territoire (SST), een agentschap van de Sûreté générale, werd verantwoordelijk voor de achtervolging van buitenlandse spionnen op Franse bodem. Contraspionage moest worden behandeld door speciale Sûreté-politiechefs. De statistische afdeling van het Deuxième Bureau bleef in bedrijf tot 1 september 1899, toen deze werd opgeheven.
De naam (letterlijk, het tweede bureau) verwijst naar de organisatie van de Franse generale staf in vier bureaus: 1e voor personeel, 2e voor inlichtingen, 3e voor operaties, 4e voor logistiek. Deze numerieke aanduiding in de eerste vier personeelsleden van het continentale stafsysteem dat door de meeste NAVO-legers wordt toegepast: S1 voor personeel, S2 voor inlichtingen, S3 voor operaties, S4 voor logistiek.

### 1900-1920
In 1906 werd Georges Clemenceau Président du Conseil. Met volledige controle over de financiering van het ministerie van Binnenlandse Zaken, creëerde hij speciale contraspionage-eenheden, de "brigades du Tigre", een verwijzing naar de bijnaam van Clemenceau. Onder bevel van politiecommissaris Célestin Hennion moesten de mobiele brigades speciale operaties van de gerechtelijke politie in verband met contraspionage uitvoeren.
In februari 1907 werd het Deuxième Bureau opnieuw geactiveerd en kreeg het een aantal van de contraspionnage-verantwoordelijkheden die het al voor de Dreyfus-affaire had gehad. Onder bevel van generaal Charles Joseph Dupont, het Deuxième-bureau werkte samen met het ministerie van Binnenlandse Zaken, en in het bijzonder met de mobiele contraspionagebrigades van commissaris Hennion, die nauw samenwerkten met de Franse grenspatrouilles.
In augustus 1911 werd het toezicht op contraspionageactiviteiten opgedragen aan de administratie van de gerechtelijke politie die toezicht hield op de mobiele brigades. In 1913 wees de regering contraspionageoperaties op vreemde bodem officieel toe aan het Ministerie van Oorlog, waarbij het Ministerie van Binnenlandse Zaken verantwoordelijk was voor grensbewaking en vervolging.
In mei 1915 werd de Section de Centralization du Renseignement (SCR) opgericht en toegewezen aan commandant Ladoux. Het maakte deel uit van het 2ème Bureau, dat ook de activiteiten van de Bureaux centraux de renseignement (BCR) beheerde. Al met al stond de organisatie bekend als het 5ème Bureau. De SCR werd in april 1917 toegevoegd aan de Section de renseignements (Inlichtingenafdeling, SR).
In februari 1917 stelde de Président du Conseil een commissaris van de Sûreté Nationale aan voor de recherche, de algemene inlichtingendienst en contraspionage. Zijn opdracht omvatte een afdeling archivering en archivering, een afdeling gewijd aan propaganda (propagande révolutionnaire, PR) en de SR en SCR. De SR bood een uitwisselingscentrum voor gecentraliseerde inlichtingenvergaring, terwijl de SCR een klein team van gespecialiseerde contra-inlichtingenofficieren was die rapporteerden aan het Ministerie van Oorlog, terwijl een team van politieagenten belast was met de arrestatie van verdachten en gerechtelijke onderzoeken.

### 1930
In april 1934 werd de Direction Générale de la Sûreté Générale veranderd in de Direction Générale de la Sûreté Nationale, met een functie van Controller-General in opdracht van Counter-Intelligence. In maart 1935 kreeg de functie het gezag over de territoriale politie, de Police de l'Air, de TSF en de postduivendienst van de politie.
In juni 1936 volgde kolonel Louis Rivet kolonel Roux op als hoofd van de inlichtingendienst en van een nieuwe organisatie, de Service de centralisation des renseignements ("Centrale Inlichtingendienst", SCR). De SCR, met hoofdzetel op 2 bis avenue de Tourville, Parijs, werd geleid door commandant Guy Schlesser.
In maart 1937 verordende de regering dat territoriaal toezicht alleen de verantwoordelijkheid van de politie was, en dat dit met strikt legale middelen moest worden uitgevoerd. In dezelfde maand werd een nieuwe organisatie opgericht, het Bureau central de Renseignements (BCR) en binnen de SCR werd een speciale sectie gewijd aan "preventieve verdediging".
In juli 1939 werd, op aandringen van de militaire inlichtingendienst, een contra-inlichtingenhandvest opgesteld en de Nationale Raad wijzigde het strafwetboek (artikel 75 en volgende) om alle contra-inlichtingenwetten van 1810, 1886 en 1934 te integreren.

## Commandanten
- Kolonel Jean Sandherr, tussen 1886 en 1895
- Georges Picquart, tussen 1895 en 1896
- Hubert-Joseph Henry, van 1897 tot 1898
- Kolonel Charles Dupont, van 1911 tot 1918
- Kolonel Maurice-Henri Gauché, van 1937 tot 1940
- Kolonel Louis Rivet, 1940

## 20e-eeuwse operaties en agenten
Het Deuxième Bureau ontwikkelde in het begin van de 20e eeuw een reputatie als Europa's beste cryptoanalytische dienst. Het scoorde een opmerkelijk succes bij het uitbreken van de Eerste Wereldoorlog toen het het Duitse diplomatieke cryptografische systeem kraakte. De Franse crypto-analisten waren in staat om het lange telegram met de Duitse oorlogsverklaring te ontcijferen voordat de Duitse ambassadeur in Parijs het kon ontcijferen.
In juni 1918 was kapitein Georges Painvin, een crypto-analist van de DB, in staat een deel van het Duitse ADFGVX-cijfer te kraken.
Deze onderscheppingen maakten een effectieve reactie mogelijk op de bewegingen van de 15 divisie-sterke opmars van het Duitse leger onder Ludendorff bij Montdidier en Compiègne, ongeveer 80 kilometer ten noorden van Parijs.
Voorafgaand aan de Tweede Wereldoorlog maakte een agent van Deuxième Bureau met de codenaam 'Rex' contact met Hans-Thilo Schmidt, een Duitse cipher-klerk, in het Grand Hotel van de Belgische stad Verviers. Schmidt, die werkte op het Cipher Office van het Ministerie van Defensie in Berlijn, verkocht de Fransen de handleidingen waarin werd uitgelegd hoe de uiterst geheime Enigma-coderingsmachine die door het Duitse leger wordt gebruikt, moest worden bediend. Schmidt leverde uiteindelijk alle informatie die nodig was om de complexe cijfers te kraken, die een sleutelrol zouden spelen in de geallieerde overwinning.
In september 1939, toen Frankrijk Duitsland de oorlog verklaarde als reactie op de Duitse invasie van Polen, werd Josephine Baker gerekruteerd door het Bureau en hen van informatie voorzien als een "eervolle correspondent".
Raymond Arthur Schuhl, een Franse propagandist die tot de val van Frankrijk in de 6e sectie van het Deuxième Bureau had gediend, werd de OSS Chief of Morale Operations in Zwitserland en was de belangrijkste vervalser tijdens de oorlog. Schuhl opereerde voor de OSS onder de schuilnaam Robert Salembier (codenaam "Mutt"). Hij hield toezicht op een productieve drukkerij in Genève die miljoenen witte en zwarte pamfletten, folders, kaarten, postzegels en andere vormen van gedrukte propaganda produceerde.

## Reorganisatie na de Tweede Wereldoorlog
Na de nederlaag van Frankrijk in 1940, werd de inlichtingendienst van het regime van Vichy-Frankrijk georganiseerd binnen het Centre d'information gouvernemental (CIG), onder leiding van admiraal François Darlan. Onder het bevel van kolonel Louis Rivet, hoofd van het Deuxième Bureau sinds 1936, richtten zij het Bureau des Menées Antinationales (BMA, het "Bureau van Anti-nationale Activiteiten") op, officieel een organisatie die zich verzet tegen communistische activiteiten en verzetsinspanningen en aanvaard door de Duitsers onder de voorwaarden van de wapenstilstand.
Ondertussen, op 1 juli 1940, richtte de Vrije Franse regering in ballingschap in Londen haar eigen inlichtingendienst op. Onder leiding van generaal Charles de Gaulle kreeg majoor André Dewavrin het bevel over de organisatie. Aanvankelijk bekend als de Service de Renseignements (SR), veranderde het bureau zijn naam in Bureau Central de Renseignements et d'Action Militaire (BCRAM) in april 1941 en opnieuw in januari 1942 in Bureau Central de Renseignements et d'Action (BCRA) de naam waaronder het het best bekend was.
Aan het einde van de oorlog, in 1945, werd dit de moderne Franse contraspionagedienst, de Service de documentation extérieure et de contre-espionnage (SDECE).